# Kagloryuak River
Der Kagloryuak River ist ein 140 km langer Zufluss des Amundsen-Golfs auf Victoria Island in den Nordwest-Territorien und in Nunavut im Norden Kanadas.

## Flusslauf
Der Kagloryuak River entspringt in Nunavut auf einer Höhe von etwa 160 m im zentralen Hochland von Victoria Island. Am Oberlauf liegt ein größerer namenloser See. Der Kagloryuak River fließt anfangs 30 km nach Süden sowie anschließend etwa 35 km nach Südwesten. Er überquert dabei die Grenze zu den Nordwest-Territorien. Nun wendet sich der Kagloryuak River nach Westen. Bei Flusskilometer 13 nimmt der Kagloryuak River einen größeren Nebenfluss rechtsseitig auf, nach weiteren 5 Kilometern einen größeren Nebenfluss von links. Der Kagloryuak River mündet schließlich in eine Meerenge südöstlich von George Island nahe dem oberen Ende des Prinz-Albert-Sunds.

## Fauna
Im Flusstal des Kagloryuak River gibt es eine hohe Populationsdichte an Prachteiderenten und Kanadagänsen. Im Jahr 2007 wurde das Flusstal zu einem wichtigen terrestrischen Lebensraum für Zugvögel erklärt. Der Fluss bildet einen wichtigen Lebensraum für eine Fischpopulation an Wandersaiblingen, die der Gemeinde Ulukhaktok (vormals Holman) als Nahrungsquelle dient.